# 黒野西口駅
黒野西口駅（くろのにしぐちえき）は、岐阜県揖斐郡大野町にあった名古屋鉄道（名鉄）谷汲線の駅である。
黒野駅 - 黒野北口駅の間、黒野駅より500メートル弱の地点に存在した。谷汲線の廃止（2001年）以前に廃駅となった。

## 歴史
谷汲線が前身である谷汲鉄道によって1926年（大正15年）に開通した際に開業した。
沿線には花街があり、谷汲山巡礼客らにより賑わっていたが、戦争激化と共に巡礼客自体が減少し、駅の利用客も減少していった。谷汲鉄道は1944年（昭和19年）に名古屋鉄道に吸収されたが、同年中に当駅は休止となる。そのまま復活することはなく1969年（昭和44年）に廃止された。
- 1926年（大正15年）4月6日 - 谷汲鉄道の黒野駅 - 谷汲駅間の開業により開設[2][3]。
- 1944年（昭和19年）
  - 3月1日 - 谷汲鉄道の名古屋鉄道への合併により同社の駅となる[3]。
  - 日時不明 - 休止[3]。
- 1969年（昭和44年）4月5日 - 廃止[3]。

## 駅構造
- 単式1面1線[4]。

## 揖斐川電気の黒野延長計画
谷汲鉄道による広神戸延伸計画が1923年（大正12年）12月に頓挫した後、今度は逆に揖斐川電気が広神戸駅から黒野への延長を目論み、1927年（昭和2年）7月に広神戸 - 黒野西口間の敷設免許を取得した。終点を黒野西口としたのは美濃電気軌道側の反応を懸念したためで、同社が乗入れる黒野ではなく黒野西口で谷汲鉄道との連絡することとした。中間駅として鶯、川合の2駅が計画された。しかし期限中に工事施行認可申請が行われなかったため、翌1928年（昭和3年）9月に免許が失効して未成に終わった。

## 隣の駅
名古屋鉄道
谷汲線
黒野駅 - 黒野西口駅 - 黒野北口駅